# Plagiobothrys mollis
Plagiobothrys mollis är en strävbladig växtart som först beskrevs av Samuel Frederick Gray, och fick sitt nu gällande namn av Ivan Murray Johnston. Plagiobothrys mollis ingår i släktet tiggarstavar, och familjen strävbladiga växter. Utöver nominatformen finns också underarten P. m. vestitus.